# پیوتر گریگوریویچ گونچاروف
پیوتر گریگوریویچ گونچاروف (روسی: Пётр Григо́рьевич Гончаро́в؛ ۱۸ اکتبر ۱۸۸۸ – ۲۰ مهٔ ۱۹۷۰) آهنگساز اهل اتحاد جماهیر شوروی سوسیالیستی بود.